# Selenicereus boeckmannii
Selenicereus boeckmannii là một loài thực vật có hoa trong họ Cactaceae. Loài này được (Otto ex Salm-Dyck) Britton & Rose miêu tả khoa học đầu tiên năm 1909.

## Hình ảnh

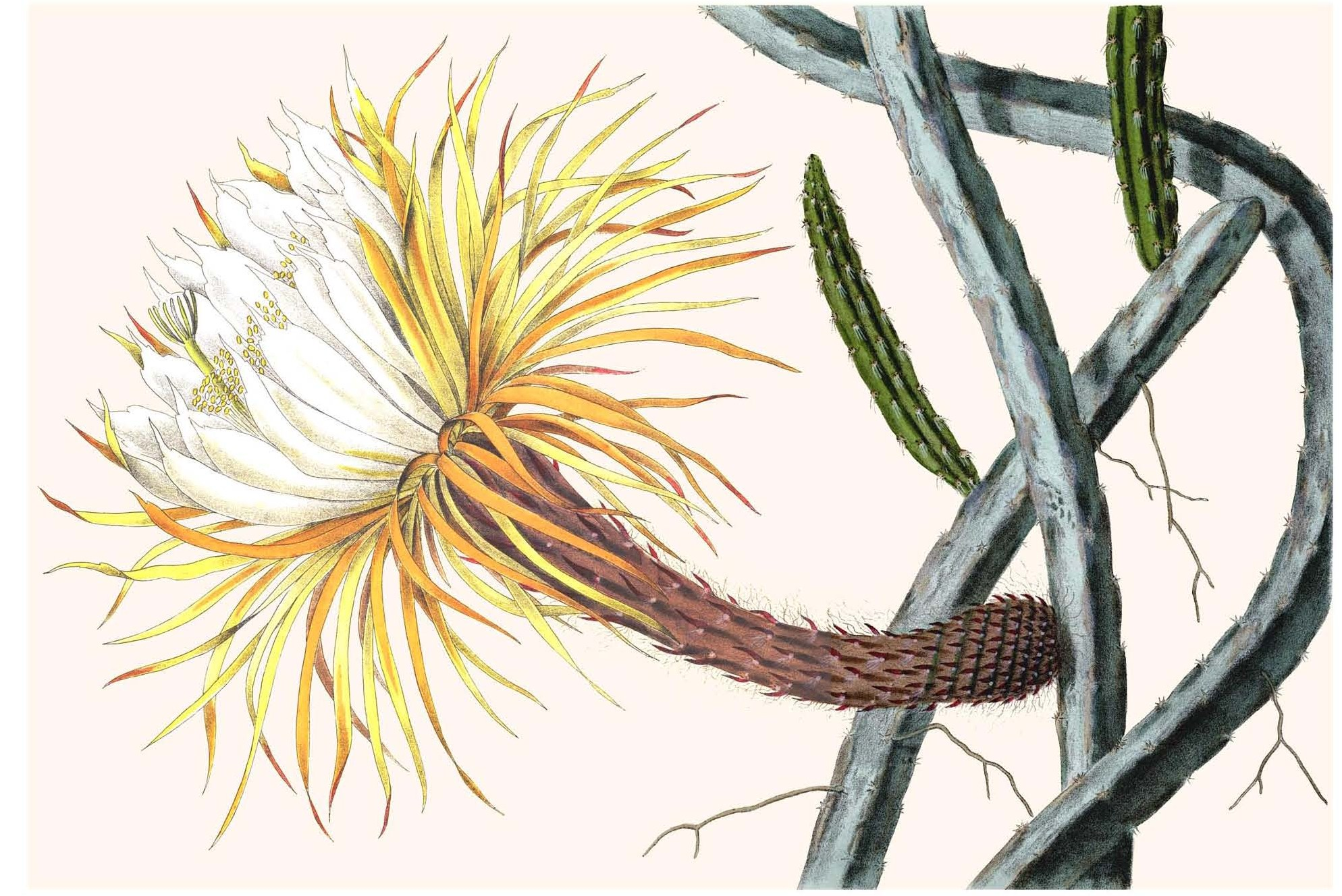